# Tetrapteron
Tetrapteron, rod jednogodišnjeg malenog raslinja iz porodice vrbolikovki (Onagraceae). Pripadaju mu dvije vrste rasprostranjenih po zapadu Sjeverne Amerike, od Oregona, na jug do Meksika.
Ime roda dolazi po grčkom u značenju četverokrilni, a odnosi se na 4 krilca na vrhu ploda (kod obje vrste).

## Vrste
1. Tetrapteron graciliflorum (Hook. & Arn.) W.L.Wagner & Hoch
2. Tetrapteron palmeri (S.Watson) W.L.Wagner & Hoch

## Sinonimi
- Oenothera sect. Tetrapteron Munz
- Camissonia sect. Tetrapteron (Munz) P.H. Raven